# Bojan Černjavič
Bojan Černjavič, slovenski ekonomist, * 1. avgust 1923, Trbovlje, † 21. april 1973, Maribor.
Diplomiral je na zagrebški Ekonomski fakulteti ter 1970 doktoriral na Visoki šoli za ekonomijo v Berlinu. V letih 1960−1973 je bil zaposlen na mariborski Višji komercialni šoli, od 1970 kot izredni profesor. Napisal je več učbenikov in strokovnih prispevkov s področja knjigovodstva in šolstva. Z disertacijo Die Theorie des Kontenrahmens - eine vergleichende Analyse (Berlin, 1970) je prispeval k proučevanju knjigovodstva držav Sveta za vzajemno gospodarsko pomoč (Sovet ekonomičeskoj vzaimpomošči). 